# 訓解
訓解（韓語：훈해，?—?），全名余訓解，百济第15代国王枕流王的次子，第17代国王阿莘王的弟弟，405年9月阿莘王死时，王太子余映在倭国为质，当时由訓解攝政，以待太子還國。太子还没回国，訓解的幼弟碟禮就殺死了訓解，自立爲王。